# Wanquetin
Wanquetin település Franciaországban, Pas-de-Calais megyében. Lakosainak száma 737 fő (2022. január 1.). Wanquetin Noyellette, Fosseux, Gouy-en-Artois, Habarcq, Hauteville, Lattre-Saint-Quentin, Montenescourt, Simencourt és Warlus községekkel határos.

## Népesség
A település népessége az elmúlt években az alábbi módon változott:
| Lakosok száma | 717  | 721  | 734  | 719  | 720  | 716  | 716  | 727  | 737  |
|               | 2013 | 2015 | 2016 | 2017 | 2018 | 2019 | 2020 | 2021 | 2022 |